# Giovanni Domenico Maraldi
Pour les articles homonymes, voir Maraldi.
 (mars 2019).
Si vous disposez d'ouvrages ou d'articles de référence ou si vous connaissez des sites web de qualité traitant du thème abordé ici, merci de compléter l'article en donnant les références utiles à sa vérifiabilité et en les liant à la section « Notes et références ».
Giovanni Domenico Maraldi également connu sous le nom de Maraldi II ou parfois francisé en Jean-Dominique Maraldi, est un mathématicien et astronome franco-italien né le 17 avril 1709 à Perinaldo, comté de Nice et mort le 14 novembre 1788 , même village.

## Biographie
Neveu de Giacomo Filippo Maraldi (également nommé Maraldi I), il arrive à Paris en 1727 où il devient membre de l'Académie des sciences en 1731.
À Paris, il effectue des mesures géodésiques en utilisant les éclipses des lunes de Jupiter pour déterminer des longitudes et mesure une différence de 9 min 23 s entre les longitudes de Greenwich et Paris (valeur actuelle : 9 min 20 s 93).
Il observe plusieurs comètes : la première comète de 1742 (C/1742 C1, 1742), en avril 1743 celle découverte par Dirk Klinkenberg (1709-1799) et Jean Philippe de Chéseaux (C/1743 X1, 1744), en 1746 celle découverte par De Chéseaux (C/1746 P1, 1747), la comète de Halley en 1759, en 1762 la Comète de Klinkenberg (C/1762 K1, 1762), celle de Messier en 1769 et calcule leurs orbites. Il observera aussi le transit de Mercure et de Vénus.
Parallèlement, il participe beaucoup avec son cousin César-François Cassini à l'élaboration de la carte de France : Carte générale de la France - Nouvelle carte qui comprend les principaux triangles qui servent de fondement à la description géométrique de la France par M. Maraldi et Cassini 1774 - Tableau de la carte générale de la France pour servir à l'assemblage des 24 feuilles de la carte réduite et de celle en 180 feuilles, publiée au nom de l'Académie des sciences, qui offrait la représentation la plus fidèle du pays, sur une échelle d'une ligne pour 100 toises.
Maraldi contribua à la publication de vingt-cinq volumes de la Connaissance des temps et publia le catalogue des étoiles australes de Lacaille Coelum Australe Stelliferum.
D'août 1746 à septembre 1746, alors qu'il observait avec Jacques Cassini la comète découverte la même année par Jean Philippe de Chéseaux, il découvrit deux « étoiles nébuleuses » qui sont maintenant reconnues en tant qu'amas globulaires : M15 dans Pégase le 7 septembre 1746 et M2 dans le Verseau le 11 septembre 1746 (Maraldi 1746). Il continua à observer la comète jusqu'au 5 décembre 1746 de la même année.
Giovanni Domenico Maraldi se retire en 1772 à Perinaldo, son village natal où il meurt le 14 novembre 1788.
En 1935, en son hommage ainsi que celui de son oncle Giacomo Filippo, un cratère de la Lune porte le nom de Maraldi (19,4 N - 34,9 E - 39 km de diamètre), ainsi qu’une rue de Nice.